# Yoldiella iris
Yoldiella iris är en musselart som först beskrevs av Addison Emery Verrill och Katharine Jeanette Bush 1897.  Yoldiella iris ingår i släktet Yoldiella och familjen Yoldiidae. Inga underarter finns listade i Catalogue of Life.